# Alexandru Șafran
Alexandru Șafran, în ebraică יהודה אלכסנדר שפרן - Yehuda Alexander Shafran, n. 12 septembrie 1910, Bacău, România – d. 27 iulie 2006, Geneva, Elveția), doctor în filosofie de la Facultatea de Filosofie a Universității din Viena (1934), Mare-Rabin, teolog, filosof, istoric și scriitor evreu, român și elvețian a fost între anii 1939-1948 Șef-rabinul Cultului Mozaic din România, senator de drept în Senatul României (1940}, iar după 1948 Șef-rabinul comunității evreiești din Geneva. Membru de onoare al Academiei Române.
S-a luptat pentru ocrotirea evreilor din România în anii Holocaustului și, ca un sprijinitor activ al sionismului, a avut o poziție independentă și de respingere a presiunulor de infiltrare comunistă pe linie religioasă între evreii din România, în anii postbelici, fapt pentru care a fost demis și expatriat. A publicat cărți în domeniul religiei, filozofiei moralei și misticii iudaice. Atașat de limba și cultura românească el a fost un activ promotor ai dialogului între iudaism și creștinism .

## Anii copilăriei
Alexandru Șafran s-a născut la data de 12 septembrie 1910 în orașul Bacău, ca fiu al Înțeleptului (gaon) rabin Betzalel Zeev Șafran (1867-1929) și al Finkelei Rheinharz. A studiat iudaismul cu tatăl său, care era unul din cei mai prestigioși cărturari iudaici din vremea sa și conducător de școală talmudică - beit hamidrash. Deja la vârsta de 11 ani, cu doi ani înainte de a fi fost considerat adult (Bar Mitzvah) din punct de vedere religios, Alexandru devenise colaborator apropiat al tatălui său, practic secretarul său particular, care participa intens la munca de elaborare a cărților acestuia și la redactarea de „răspunsuri” (analize și precepte rabinice) la întrebările a numeroși învățați în ale iudaismului de pretudindeni. La 19 ani era deja atestat ca rabin și terminase cu rezultate excelente studiile secundare la Liceul Ferdinand I din orașul natal, Bacău.

#### Studiile în străinătate
Începând din 1930 a urmat in paralel - conform cerințelor comunităților evreiești europene, care pretindeau de la un mare rabin să dețină și studii superioare laice - atât Institutul Israelit de Înalte Studii Teologice din Viena (Seminarul rabinic din Viena), cât și Facultatea de Filosofie a Universității din Viena, luându-și doctoratul în filosofie (Ph.D.) în anul 1934.
La terminarea studiilor, a primit autorizația de rabin din partea Seminarului Israelit. În 1934 a obținut și titlul de Mare Rabin din partea Consistoriului israelit din Bruxelles.
A refuzat să rămână la Bruxelles deoarece, în urma decesului tatălui său la sfârșitul anului 1929, era hotărât să-i succeadă ca rabin al orașului natal.
În anul 1936 s-a căsătorit la Bacău cu o verișoară a sa, Sara Rheinharz, absolventă a Universității și a Academiei de Arte Frumoase din Iași, cu care a avut doi copii: Esther și Avinoam, ambii profesori la Universitatea din Geneva.

## Activitatea la cârma iudaismului din România
După decesul Șef-rabinului Iacob Itzhak Niemirower, la data de 4 februarie 1940, la vârsta de numai 29 ani, a fost ales dintre 8 candidați Șef-Rabinul Cultului Mozaic din România, funcție în virtutea căreia a fost numit - pentru scurt timp - senator de drept în Senatul României. Având o vârstă de sub cea de 40 ani, stipulată de lege, pentru a fi totuși acceptat ca membru în Senat pe banca prelaților, a fost nevoie de o derogare specială din partea Înaltei Curți de Casație a României.
A luptat pentru apărarea intereselor populației evreiești din România în condiții vitrege, în timpul războiului și după terminarea acestuia.
Datorită erudiției și meritelor sale recunoscute, Alexandru Șafran a fost numit în anul 1948 Șef-Rabin al Comunității Evreiești din Geneva, funcție pe care a îndeplinit-o până în anul 1997.

### România îi recunoaște meritele
E.S. Rabinul Alexandru Șafran a revenit în vizită în România, pentru prima oară după aproape jumătate de secol, în 1995 (la un an după încetarea din viață a fostului Șef-Rabin, dr. Moses Rosen, simpatia limitată dintre cei doi fiind notorie).
Pe 19 iunie 1997, Șafran a fost ales membru de onoare al Academiei Române. Cu acel prilej, Alexandru Șafran a prezentat discursul „Percepțiunea Dumnezeirii în Cabală, în filosofie și știință”, o expunere privind modalitățile în care a fost înțeles Dumnezeu și o analiză a crizei omului contemporan.
La 7 mai 2008 Școala cu Clasele I-VIII Nr. 15 Bacău a devenit Școala Gimnazială „Dr. Alexandru Șafran” Bacău. www.scoala-safran-bacau.ro

## Dintre operele publicate
- Cabala (Ed. Univers Enciclopedic, București, 1989)
- Israelul în timp și spațiu
- Un tăciune smuls flăcărilor: Comunitatea Evreiască din România, 1939-47 (Ed. Hasefer, București, 1996)
- Înțelepciunea Cabalei (Ed. Hasefer, București, 1997) (trad. de Țicu Goldstein)
- Memorii.

## Vezi și
- Moștenirea lui Goldfaden, film documentar românesc din 2004 regizat de Radu Gabrea și scris de Gabrea și Manase Radnev